# Obocchamakun (игра, PC Engine)
Obocchamakun (яп. おぼっちゃまくん) (рус. Маленький наследный принц) — видеоигра жанра платформер, разработанная компанией Pack-In-Video и выпущенная компанией Namco 15 марта 1991 года эксклюзивно для игровой консоли PC Engine. Основана на одноимённой детской манге. В Европе и США игра не переиздавалась и продолжений не имеет.

## Геймплей
Игра представляет собой двухмерный платформер с горизонтальным скроллингом и мультипликационной графикой в стиле многих игр третьего-четвёртого поколений, таких как Super Mario Bros., Trip World или Duck Tales (игра).
Игрок, управляя главным героем — маленьким мальчиком из богатой семьи, проходит через уровни игры, сражаясь с многочисленными противниками и собирая бонусные объекты. Игра состоит из 13 уровней. После 3-го, 6-го, 9-го, 12-го и 13-го игроку предстоит встреча с «боссом» — особенно сильным противником. В каждом уровне главному герою противостоит лишь один-два типа врагов, оригинальных для данного этапа и представленных в небольшой заставке перед каждым из них. Это могут быть птицы, антропоморфные создания, звери, демоны и т. п.
Основное оружие героя — выстрелы, которыми он поражает всех своих врагов с одного попадания. Кроме того, как и в Super Mario Bros., врагов можно уничтожать, прыгая на них сверху. Любое иное соприкосновение с противниками или их выстрелами грозит потерей игровой жизни, после чего этап приходится начинать заново. Количество игровых жизней можно пополнять, собирая разбросанные по уровням кексы, прочие же объекты — яблоки и бананы, как и поражённые оппоненты, добавляют игровые очки, число которых отображено в верхней части экрана. На каждом уровне кроме бонусных объектов расположены небольшие синие «холмики», встав на один из которых, отважный мальчик может вызвать какой-либо специальный объект, могущий улучшить его оружие или призвать подмогу — воина-сумоиста, стрелка на вертолёте, дружеское НЛО и т. п.

## Критика
- В немецком игровом журнале Play Time[нем.] в июньском выпуске 1991 года игра получила весьма высокую оценку 85 %, в том числе 85 % за графическое оформление, 83 % за музыку и звуковые эффекты, 91 % за геймплей и 85 % за соответствие качества игры её цене. По мнению рецензента Young Masters (так было переведено название игры) отличается мягким скроллингом и качественными графикой и звуком. В минусы игре была поставлена необходимость начинать уровень заново уже после первого пропущенного удара[2].

## Прочие факты
- Obocchamakun основана на выпущенной в 1986 году одноимённой манге-кодомо Ёсинори Кобаяси, получившей в 1989 году премию манги Shogakukan в категории детских произведений[3].
- Одноимённая игра была выпущена в Японии компанией Tecmo 5 апреля 1991 года для приставки NES[4]. Основанная на том же произведение Кобаяси Obocchamakun на NES является электронной настольной игрой, с отличным от данной игры геймплеем.